# Symbrenthia niphanda
Symbrenthia niphanda är en fjärilsart som beskrevs av Moore 1872. Symbrenthia niphanda ingår i släktet Symbrenthia och familjen praktfjärilar. Inga underarter finns listade i Catalogue of Life.

## Bildgalleri

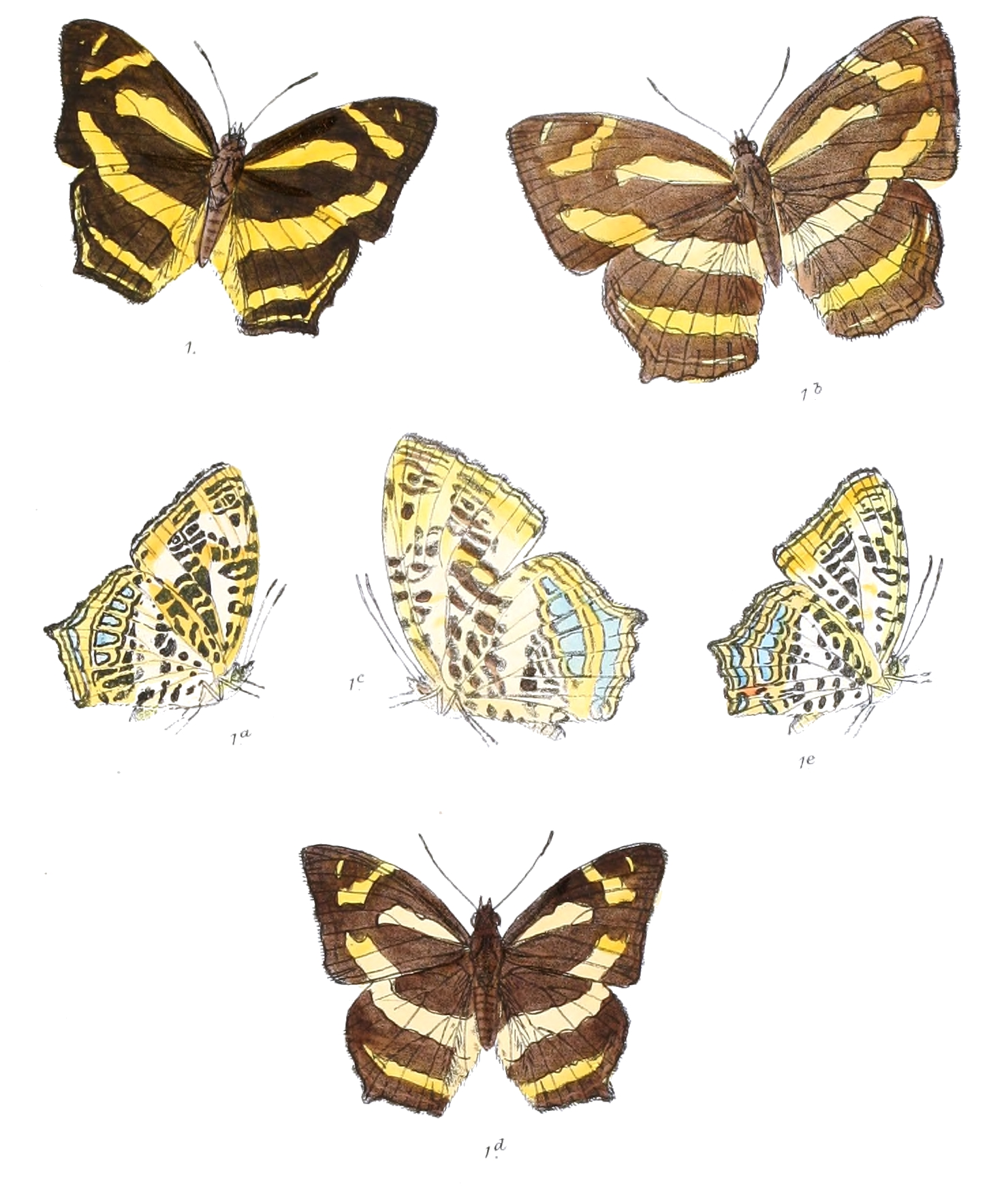
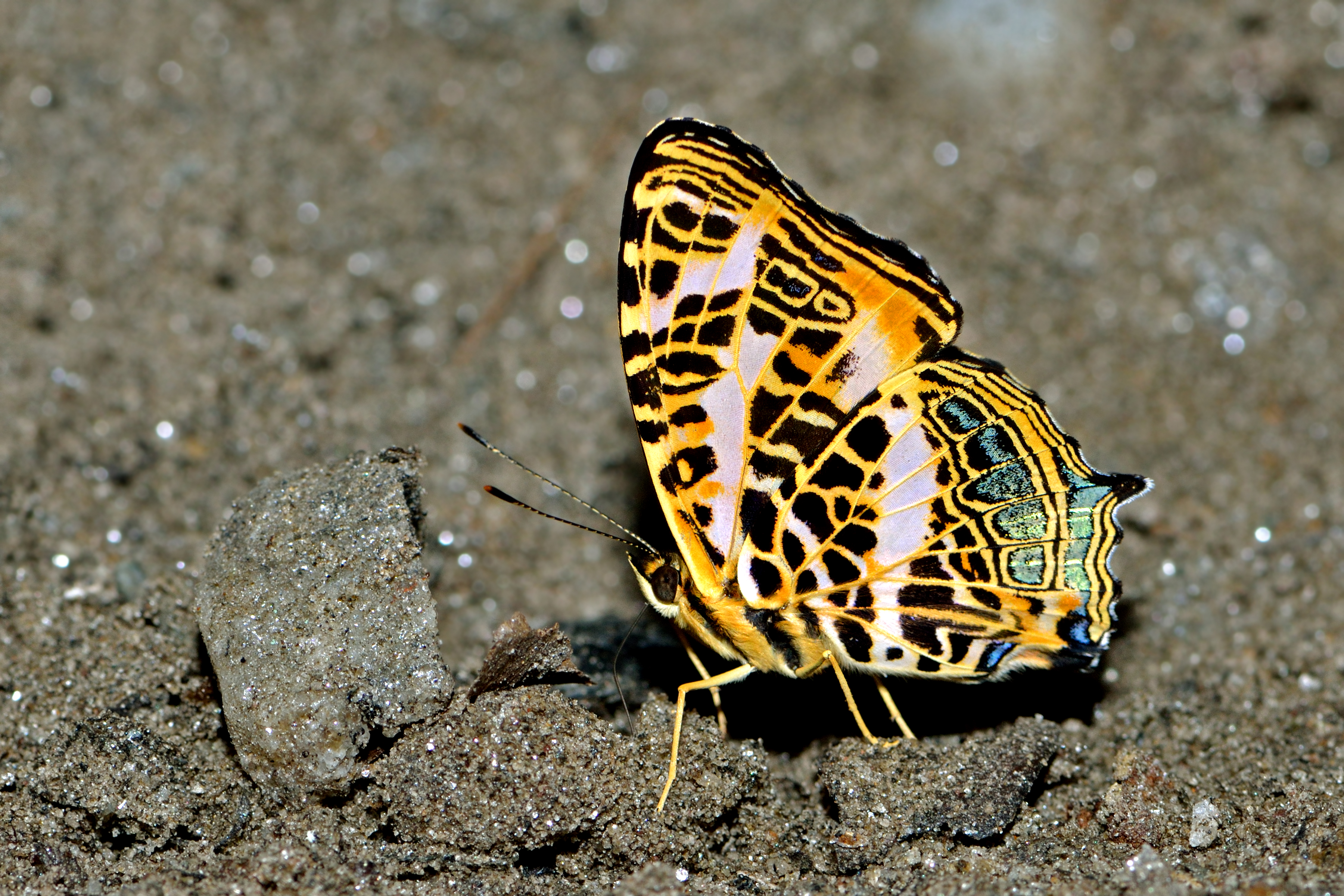
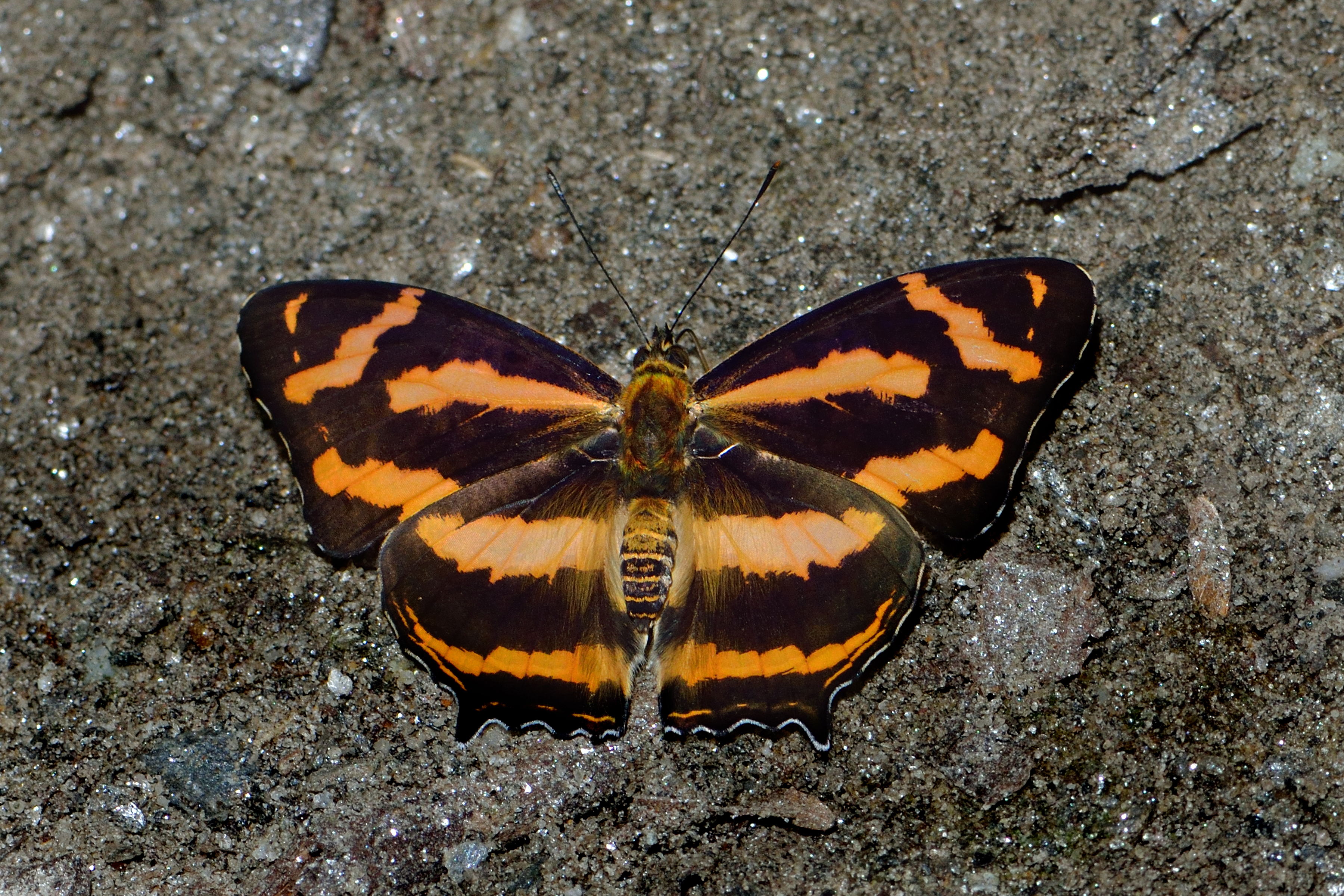